# Difosfat de desoxicitidina
El difosfat de desoxicitidina, fórmula C9H15N₃O10P₂,(en anglès: Deoxycytidine diphosphate abreujat com dCDP) és un derivat d'un àcid nucleic comú, el trifosfat de citidina o (CTP), en el qual el grup hidroxil (-OH) del segon carboni del nucleòtid pentosa s'ha tret. El difosfat del nom indica que un dels grups fosforil del CTP s'ha tret, probablement per hidròlisi.
El difosfat de desoxicitidina es sintetitza mitjançant la reacció d'oxidació-reducció de la citidina 5'-difosfocolina que és catalitzada per la presència de ribonucleòsid-difosfat reductasa. A més, la ribonucleòsid-difosfat reductasa és capaç d'unir i catalitzar tant la formació de desoxiribonucleòtids a partir del ribonucleòtid.